# Corybas iridescens
Corybas iridescens là một loài thực vật có hoa trong họ Lan. Loài này được Irwin & Molloy mô tả khoa học đầu tiên năm 1996.